# Bulldogs de Liège
 (juillet 2023).
Si vous disposez d'ouvrages ou d'articles de référence ou si vous connaissez des sites web de qualité traitant du thème abordé ici, merci de compléter l'article en donnant les références utiles à sa vérifiabilité et en les liant à la section « Notes et références ».
Les Bulldogs de Liège sont un club belge de hockey sur glace situé à la patinoire de Liège. Ils évoluent dans la CEHL depuis la saison 2015/2016.

## Histoire
Fondé en 1997, le club des Bulldogs de Liège succède au défunt club du Cercle des Patineurs Liégeois.
Le club parvient à atteindre la Division d'Honneur en 2007.
En 2010 et à cause d'une patinoire vétuste, la Patinoire de Coronmeuse, les Bulldogs se voient contraints de quitter la cité ardente et déménagent dans la province du Limbourg dans la patinoire de Maaseik.
Finalement, en 2012, les Bulldogs reviennent dans leur fief en intégrant le tout nouveau complexe de Liège de la Médiacité et sa Patinoire de Liège, une patinoire qui fut un tremplin pour le club.
En effet, depuis son installation à la Médiacité, les résultats se sont améliorés considérablement, les Bulldogs ayant réalisé le doublé en 2014, Coupe-Championnat.
Lors de la saison 2015-2016, les Bulldogs de Liège évoluent dans la BeNe League.

### Historique
- 1997 : fondation du club.
- 2007 : le club atteint la Division d'Honneur
- 2010 : le club quitte la patinoire de Coronmeuse pour rejoindre la Patinoire de Maaseik.
- 2012 : le club quitte la Patinoire de Maaseik pour rejoindre le nouveau complexe de Liège Médiacité, la Patinoire de Liège.
- 2014 : le club réalise le doublé Coupe-Championnat.
- 2015 : le club est le seul représentant francophone en BeNe League.
- 2015 : le club crée un sport- études hockey sur glace.
- 2018 : le club remporte la Coupe de Belgique, et son premier titre en catégorie juniors avec l’équipe U19
- 2023 : le club remporte un quadruplé historique : Bene League, Coupe de Belgique, Championnat de Belgique et Inter Regio Cup

## Palmarès
- BeNe League : 2023, 2024
- Division d'Honneur : 2014, 2022, 2023, 2024, 2025
- Coupe d'Honneur : 2014, 2018, 2022, 2023, 2025
- Inter Regio Cup : 2023

## Distinctions
- Mérite sportif de la Ville de Liège : 2003, 2004, 2009, 2014, 2018 (élite et équipe U19)
- En 2014, le club est fait citoyen d'honneur de la Ville de Liège (le club des Bulldogs est le deuxième club sportif honoré par cette distinction, le premier ayant été le Standard).

## Équipes
Les Bulldogs ont des équipes en ligue Élite, Divisions 2, 3 et 4, U19, U16, U14, U12, U10, U8, École du hockey. Ils jouent leurs matchs à domicile dans la patinoire de Liège du complexe Médiacité dans le quartier du Longdoz. Avec 1250 places assises, elle est ouverte toute l'année.

### Équipe Élite
| No    | Nom                     | Nat. | Position  | Arrivée |
| ----- | ----------------------- | ---- | --------- | ------- |
| +029, | Ruben Wetzler           |      | Gardien   |         |
| +030, | Gregor Steegman         |      | Gardien   |         |
| +031, | Troy Passingham         |      | Gardien   |         |
| +007, | Lucas Pandini           |      | Défenseur |         |
| +008, | Xavier Blanchy          |      | Défenseur |         |
| +010, | Mitya Monsieurs         |      | Défenseur |         |
| +016, | Quentin Bollen          |      | Défenseur |         |
| +017, | Boet Van Gestel         |      | Défenseur |         |
| +021, | Frank Neven – A         |      | Défenseur |         |
| +025, | Joshua Blairon          |      | Défenseur |         |
| +027, | Levi Smeets             |      | Défenseur |         |
| +065, | Cédric Delmarche        |      | Défenseur |         |
| +098, | Loris Darques           |      | Défenseur |         |
| +003, | Andy Kolodziejczyk      |      | Attaquant |         |
| +005, | Luca Boni               |      | Attaquant |         |
| +007, | Olivier Preud'homme     |      | Attaquant |         |
| +008, | Luca Pallen             |      | Attaquant |         |
| +009, | Olaf-Jan Schoningh      |      | Attaquant |         |
| +010, | Arthur Perin            |      | Attaquant |         |
| +013, | Hugo Reinhardt          |      | Attaquant |         |
| +018, | Franek Naze             |      | Attaquant |         |
| +019, | Julien De Vriendt       |      | Attaquant |         |
| +020, | Tanguy Auger            |      | Attaquant |         |
| +028, | Corne Van Stuijvenberg  |      | Attaquant |         |
| +034, | Tyler Barrow            |      | Attaquant |         |
| +064, | Yoren Smet – A          |      | Attaquant |         |
| +072, | Sacha Gedik             |      | Attaquant |         |
| +077, | Bryan Kolodziejczyk – C |      | Attaquant |         |
| +095, | Bryan Henry             |      | Attaquant |         |
| +097, | Oscar Delbrassine       |      | Attaquant |         |

- Entraîneur :  Jordan Paulus
- Président :  Olivier De Vriendt